# Kanton Mareuil
Der Kanton Mareuil war von 1790 bis 2015 ein französischer Wahlkreis im Arrondissement Nontron, im Département Dordogne und in der Region Aquitanien; sein Hauptort war Mareuil, Vertreter im Generalrat des Départements war zuletzt von 2008 bis 2015 der der PS angehörende Jean-Paul Couvy.
Der Kanton war 225,10 km² groß und hatte 3546 Einwohner (Stand: 2008).

## Gemeinden
| Gemeinde                         | Einwohner | Fläche (km²) | Bevölkerungsdichte Einwohner/km² | Code Insee | Postleitzahl |
| -------------------------------- | --------- | ------------ | -------------------------------- | ---------- | ------------ |
| Beaussac                         | 187       | 18,05        | 10,3                             | 24033      | 24340        |
| Champeaux-et-la-Chapelle-Pommier | 163       | 23,48        | 6,9                              | 24099      | 24340        |
| Les Graulges                     | 83        | 4,13         | 20,1                             | 24203      | 24340        |
| Léguillac-de-Cercles             | 290       | 21,47        | 13,5                             | 24235      | 24340        |
| Mareuil                          | 1130      | 25,13        | 45,0                             | 24253      | 24340        |
| Monsec                           | 181       | 12,45        | 14,5                             | 24283      | 24340        |
| Puyrenier                        | 61        | 7,42         | 8,2                              | 24344      | 24340        |
| La Rochebeaucourt-et-Argentine   | 398       | 17,31        | 23,0                             | 24353      | 24340        |
| Rudeau-Ladosse                   | 170       | 13,74        | 12,4                             | 24221      | 24340        |
| Saint-Crépin-de-Richemont        | 234       | 25,58        | 9,1                              | 24391      | 24340        |
| Sainte-Croix-de-Mareuil          | 129       | 11,93        | 10,8                             | 24394      | 24340        |
| Saint-Félix-de-Bourdeilles       | 72        | 6,06         | 11,9                             | 24403      | 24340        |
| Saint-Sulpice-de-Mareuil         | 121       | 11,35        | 10,7                             | 24503      | 24340        |
| Vieux-Mareuil                    | 327       | 27,00        | 12,1                             | 24579      | 24340        |

## Bevölkerungsentwicklung
| 1962 | 1968 | 1975 | 1982 | 1990 | 1999 | 2006 | 2008 |
| ---- | ---- | ---- | ---- | ---- | ---- | ---- | ---- |
| 4593 | 4201 | 4039 | 3832 | 3710 | 3427 | 3514 | 3546 |